# Caso Doe contra Bolton
El Caso Doe contra Bolton (410 US 179, 1973) es una sentencia de la Corte Suprema de Estados Unidos que anuló la ley sobre el aborto del estado de Georgia. La decisión del Tribunal se hizo pública el 22 de enero de 1973, el mismo día que la decisión sobre el famoso caso Roe contra Wade (410 US 113, 1973).

## Historia del caso durante los años 70
La ley en cuestión del estado de Georgia permitía el aborto únicamente en casos de violación, malformación severa del feto o riesgo mortal o grave para la salud de la madre. Entre otras restricciones, el procedimiento debía ser autorizado por escrito por tres médicos y por un comité especial del personal del hospital correspondiente. Además, la ley preveía únicamente la realización de abortos a las residentes en Georgia; en ningún caso podía practicarse un aborto a una ciudadana no residente en el estado.
La demandante, una mujer embarazada que adoptó el pseudónimo de "Mary Doe" para proteger su identidad, demandó al fiscal general de Georgia, Arthur K. Bolton, como responsable de aplicar la ley. La demandante anónima fue posteriormente identificada como Sandra Cano, una mujer de 22 años, madre de tres hijos, embarazada de nueve semanas en el momento de la demanda. Cano se define como provida y explica que su abogada, Margie Pitts Hames, la engañó para poner la demanda.
Un panel de tres jueces de la corte del distrito declaró las restricciones establecidas en la ley como inconstitucionales, aunque mantuvo la necesidad de contar con aprobación médica y el requisito de residir en el estado y rechazó suspender la aplicación de la ley. La demandante recurrió directamente a la Corte Suprema.
Los razonamientos y discusiones relativas a este caso siguieron la misma evolución que las de Roe. La abogada de Atlanta Hames representó a Doe en las vistas, mientras la fiscal general adjunta de Georgia, Dorothy Toth Beasley, representó a Bolton.
La sentencia fue aprobada con la misma mayoría 7-2 (con los votos contrarios de los Justices Byron White y William Rehnquist) que derogó la ley sobre el aborto de Tejas en el caso Roe contra Wade, e invalidó el resto de restricciones establecidas en la ley de Georgia, incluyendo la necesidad de aprobación médica y los requisitos de residencia. Conjuntamente, Roe y Doe declararon el aborto como un derecho constitucional de los Estados Unidos, lo que supuso la derogación de la mayor parte de leyes contrarias al aborto aprobadas en otros estados.

## Definición amplia de salud
La decisión de la Corte Suprema en el caso Doe contra Bolton estableció que una mujer puede practicar un aborto tras el límite de viabilidad del feto si ello es necesario para proteger su salud. El Tribunal definió salud como sigue:

El determinar si, en términos de la ley de Georgia, "un aborto es necesario", es una valoración profesional que un médico de Georgia deberá realizar de manera rutinaria. Coincidimos con la Corte del Distrito, 319 F. Supp., en 1058, en que la valoración médica deberá ser realizada a la luz de todos los factores --físicos, emocionales, psicológicos, familiares, así como la edad de la madre-- relevantes para el bienestar de la paciente. Todos estos factores están relacionados con la salud.

## El litigio, 30 años después
En 2003, Sandra Cano presentó una petición para reabrir el caso arguyendo que ella no fue consciente de que el caso había sido resuelto a su favor, y que de haberlo sabido no habría apoyado la apelación. La corte del distrito le denegó la petición, y Cano recurrió. Cuando el tribunal de apelación rechazó igualmente la moción, Cano solicitó que el caso fuera revisado por la Corte Suprema. Éste, sin embargo, rechazó tomar en consideración el intento de Sandra Cano de revocar la decisión.